# Бежаново (област Ловеч)
Вижте пояснителната страница за други значения на Бежаново.
Бежаново е село в Северна България. То се намира в община Луковит, област Ловеч. В землището му са разкрити поне пет археологически обекта.

## География
Село Бежаново се намира в Северен Централен регион на България. На 130 км от София и на 35 км от Плевен и Ловеч. Надморската му височина е от 100 до 199 м. Селото се разполага върху два срещуположни хълма около река Каменица (приток на Вит), което прави терена наклонен и това се отразява и в архитектурата. Често къщите са разположени терасовидно върху стръмния терен така, че към улицата е на един етаж, а към наклона – на два. Като правило двата етажа се свързват с външно бетонно стълбище.

## История

### Произход на името
Според местна легенда името на село Бежаново възникнало, когато под османска власт през селото минавал османския паша и изрекъл думите „Бежан Aва“, което значело чист вьздух или чиста природа. Оттогава селището било наречено Бежаново. Друга легенда разказва, че по турско време много бежанци се преселили и заживели тук.
Най-достоверна и научно обоснована теория за произхода на името на селото има историкът от началото на ХХ век Васил Миков. Според него и по подобие на банатския топоним Стар Бешенов селото получава името си от маджарското произношение на племето печенеги, които вероятно са живели през средновековието в двата района.

### Археология
През септември 2007 археолози откриват в местността Бануня край Бежаново поселище от четвъртото хилядолетие преди Христа. Разкрити са пет огнища, три пещи, ръчна мелница за зърно, както и керамични съдове, две медни шила, каменна брадва и оръдия на труда, изработени от кремък.
От запазените в околността останки от няколко антични селища ясно проличава, че мястото е имало важно стратегическо значение и през гръко-римския период. Особено колоритна е крепостта „Пресечена скала“ край река Каменица, която е охранявала минаващия успоредно на реката път. Разкритите древни укрепления в землището на стратегически разположеното село са:
- Крепост 1[4]
- Бекярско кале[5]
- Укрепено селище Бануня[6]
- Укрепено селище[7]
- Крепост при кариерата за камъни[8]

### Факти
При избухването на Балканската война 4 души от Бежаново са доброволци в Македоно-одринското опълчение.

## Население
Численост и дял на етническите групи според преброяването на населението през 2011 г.:
|                     | Численост | Дял (в %) |
| Общо                | 1424      | 100,00    |
| Българи             | 762       | 53,51     |
| Турци               | 250       | 17,55     |
| Цигани              | 348       | 24,43     |
| Други               | 5         | 0,35      |
| Не се самоопределят | 9         | 0,63      |
| Неотговорили        | 50        | 3,51      |

## Религии
В селото има добре запазена православна църква „Възнесение Господне“, построена от Исая Мажовски.

## Културни и природни забележителности
В село Бежаново има голяма църква, две училища и една детска градина. Край него преминават реките Вит, Каменица, и Катунецка река. Край селото се намира пещера „Парниците“. В нея има подземно езеро. Влиза се с лодки. В селото е и паметната плоча на загиналите през войните. Близо до селото се намира скривалището на партизаните, което се намира в местността Киризлика. Село Бежаново е село богато на пещери. Някои от тях са: пещера Коня, Очилатата пещера, Данчова дупка. Също като природни забележителности се смятат: местността Синигера, Вълчия дол, местността Боруня, местността Синия вир.
През 2013 година на Спасовден в село Бежаново са тържествено открити два мемориални паметника. Те са изградени от местен инициативен комитет, с подкрепата на кмета на Бежаново, със средства на признателни родолюбци и на наследници на именитите бежанчани. Паметникът е издигнат в черковния двор и е посветен на четирима летци от селото, участвали във войните – Димитър Дяков, полковник Васил Вълков, капитан Марин Петров и капитан Георги Бояджиев.
Вторият мемориален знак, открит по време на празника, бе паметна плоча, посветена на дългогодишния кмет на Бежаново Първан Първанов. Плочата е изработена от гранит и е поставена на сградата на местното читалище „Учител 1921 г.“. Първан Първанов е начело на Бежаново от 1958 г. до 1976 г., през което време селото се нарежда на трето място в страната по успехи в благоустрояването, построени са читалището, здравната служба, редица стопански обекти, създавана, поддържана и развивана е инфраструктурата и улиците на Бежаново. Като акт на признателност към делото му и съгласно решение на общинския съвет в Луковит централният площад в селото вече носи неговото име.

## Личности
- Марин Грозев Петров – летец, капитан от ВВС на Царство България. Преди 9 септември 1944 сваля американски бомбардировач, след това и немски над Сърбия. Екзекутиран от народния съд на 13 март 1945 г.
- Станислав Даскалов (р. 1952), дипломат и политик
- Кунчо Велев (р. 1933) – учител и земеделец
- Христо Генчев Христов (Татара), партизанин
- Дико Иванов (р. 1901 – ?), български химик
- Васил Вълков (1897 – 1945), български офицер, полковник, жертва на комунистическия режим
- Цоцо Цоцов (р. 1926), български партизанин, офицер, генерал-полковник.
- Кунчо Кунев (1934 – 2015), български политик от БКП
- Моника Пешева - старши преподавател от 19 век

## Редовни събития
- Всяка година в началото на месец юни (първата събота и неделя) се провежда селският събор.